# Fußball-Weltmeisterschaft der Frauen 2023/Gruppe F
| Pl. | Land       | Sp. | S | U | N | Tore    | Diff. | Punkte |
| --- | ---------- | --- | - | - | - | ------- | ----- | ------ |
| 1.  | Frankreich | 3   | 2 | 1 | 0 | 008:400 | +4    | 07     |
| 2.  | Jamaika    | 3   | 1 | 2 | 0 | 001:000 | +1    | 05     |
| 3.  | Brasilien  | 3   | 1 | 1 | 1 | 005:200 | +3    | 04     |
| 4.  | Panama     | 3   | 0 | 0 | 3 | 003:110 | −8    | 0      |

Gruppe F der Fußball-Weltmeisterschaft der Frauen 2023:

## Frankreich – Jamaika 0:0
| Frankreich                                                                 | Frankreich | Jamaika | Jamaika |
| -------------------------------------------------------------------------- | --- | --- | ------- |
| Frankreich                                                                 | \| 1. Spieltag \| \| 23. Juli um 20:00 Uhr (12:00 Uhr MESZ) in Sydney (Sydney Football Stadium) \| \| Zuschauer: 39.045 \| \| Schiedsrichterin: María Carvajal ( Chile) 1 \| \| Spielbericht \|                                                              | \| 1. Spieltag \| \| 23. Juli um 20:00 Uhr (12:00 Uhr MESZ) in Sydney (Sydney Football Stadium) \| \| Zuschauer: 39.045 \| \| Schiedsrichterin: María Carvajal ( Chile) 1 \| \| Spielbericht \|                                                         | Jamaika |
| Frankreich                                                                 | Pauline Peyraud-Magnin – Maëlle Lakrar, Wendie Renard , Estelle Cascarino, Sakina Karchaoui – Clara Matéo (66. Kenza Dali), Onema Grace Geyoro, Sandie Toletti, Amel Majri (66. Vicki Becho) – Kadidiatou Diani, Eugénie Le Sommer Cheftrainer: Hervé Renard | Rebecca Spencer – Tiernny Wiltshire, Allyson Swaby, Chantelle Swaby, Deneisha Blackwood – Cheyna Matthews (71. Havana Solaun), Drew Spence, Vyan Sampson, Jody Brown, Atlanta Primus (71. Solai Washington) – Khadija Shaw Cheftrainer: Lorne Donaldson | Jamaika |
| Frankreich                                                                 | Matéo (14.) | Primus (24.), Shaw (37.) | Jamaika |
| Frankreich                                                                 | Shaw (90.+2') | | Jamaika |
| Frankreich                                                                 | Spieler des Spiels: Deneisha Blackwood (Jamaika) | | Jamaika |
| 1. Spieltag                                                                | | |         |
| 23. Juli um 20:00 Uhr (12:00 Uhr MESZ) in Sydney (Sydney Football Stadium) | | |         |
| Zuschauer: 39.045                                                          | | |         |
| Schiedsrichterin: María Carvajal ( Chile) 1                                | | |         |
| Spielbericht                                                               | | |         |

## Brasilien – Panama 4:0 (2:0)
| Brasilien                                                              | Brasilien | Panama | Panama |
| ---------------------------------------------------------------------- | --- | --- | ------ |
| Brasilien                                                              | \| 1. Spieltag \| \| 24. Juli um 20:30 Uhr (13:00 Uhr MESZ) in Adelaide (Hindmarsh Stadium) \| \| Zuschauer: 13.142 \| \| Schiedsrichterin: Cheryl Foster ( Wales) 2 \| \| Spielbericht \|                                      | \| 1. Spieltag \| \| 24. Juli um 20:30 Uhr (13:00 Uhr MESZ) in Adelaide (Hindmarsh Stadium) \| \| Zuschauer: 13.142 \| \| Schiedsrichterin: Cheryl Foster ( Wales) 2 \| \| Spielbericht \| | Panama |
| Brasilien                                                              | Letícia Izidoro – Antônia (59. Bruninha), Lauren, Rafaelle , Tamires – Ary Borges (75. Marta), Kerolin, Luana (75. Duda), Adriana – Bia Zaneratto (59. Gabi Nunes), Debinha (59. Geyse) Cheftrainerin: Pia Sundhage ( Schweden) | Yenith Bailey – Katherine Castillo, Carina Baltrip-Reyes, Yomira Pinzón, Rosario Vargas (83. Carmen Montenegro), Hilary Jaén (46. Wendy Natis) – Natalia Mills (53. Emily Cedeño), Schiandra González, Aldrith Quintero (65. Deysiré Salazar), Marta Cox (79. Lineth Cedeño) – Karla Riley (53. Riley Tanner) Cheftrainer: Ignacio Quintana ( Mexiko) | Panama |
| Brasilien                                                              | 1:0 Borges (19.) 2:0 Borges (39.) 3:0 Zaneratto (48.) 4:0 Borges (70.) | | Panama |
| Brasilien                                                              | Panama wechselte eine 6. Spielerin ein | | Panama |
| Brasilien                                                              | Spieler des Spiels: Ary Borges (Brasilien) | | Panama |
| 1. Spieltag                                                            | | |        |
| 24. Juli um 20:30 Uhr (13:00 Uhr MESZ) in Adelaide (Hindmarsh Stadium) | | |        |
| Zuschauer: 13.142                                                      | | |        |
| Schiedsrichterin: Cheryl Foster ( Wales) 2                             | | |        |
| Spielbericht                                                           | | |        |

## Frankreich – Brasilien 2:1 (1:0)
| Frankreich                                                     | Frankreich | Brasilien | Brasilien |
| -------------------------------------------------------------- | --- | --- | --------- |
| Frankreich                                                     | \| 2. Spieltag \| \| 29. Juli um 20:00 Uhr (12:00 Uhr MESZ) in Brisbane (Lang Park) \| \| Zuschauer: 49.378 \| \| Schiedsrichterin: Kate Jacewicz ( Australien) 3 \| \| Spielbericht \|                                                                    | \| 2. Spieltag \| \| 29. Juli um 20:00 Uhr (12:00 Uhr MESZ) in Brisbane (Lang Park) \| \| Zuschauer: 49.378 \| \| Schiedsrichterin: Kate Jacewicz ( Australien) 3 \| \| Spielbericht \|                                                  | Brasilien |
| Frankreich                                                     | Pauline Peyraud-Magnin – Ève Périsset, Maëlle Lakrar, Wendie Renard , Sakina Karchaoui – Kenza Dali (87. Léa Le Garrec), Onema Grace Geyoro, Sandie Toletti, Selma Bacha – Eugénie Le Sommer (65. Vicki Becho), Kadidiatou Diani Cheftrainer: Hervé Renard | Letícia Izidoro – Antônia (85. Mônica), Lauren, Rafaelle , Tamires – Ary Borges (85. Ana Vitória), Kerolin, Luana, Adriana (80. Bia Zaneratto) – Geyse (61. Andressa Alves), Debinha (85. Marta) Cheftrainerin: Pia Sundhage ( Schweden) | Brasilien |
| Frankreich                                                     | 1:0 Le Sommer (17.) 2:1 Renard (83.) | 1:1 Debinha (58.) | Brasilien |
| Frankreich                                                     | Dali (11.), Toletti (29.), Karchaoui (69.) | Luana (44.) | Brasilien |
| Frankreich                                                     | Spieler des Spiels: Eugénie Le Sommer (Frankreich) | | Brasilien |
| 2. Spieltag                                                    | | |           |
| 29. Juli um 20:00 Uhr (12:00 Uhr MESZ) in Brisbane (Lang Park) | | |           |
| Zuschauer: 49.378                                              | | |           |
| Schiedsrichterin: Kate Jacewicz ( Australien) 3                | | |           |
| Spielbericht                                                   | | |           |

## Panama – Jamaika 0:1 (0:0)
| Panama                                                       | Panama | Jamaika | Jamaika |
| ------------------------------------------------------------ | --- | --- | ------- |
| Panama                                                       | \| 2. Spieltag \| \| 29. Juli um 20:30 Uhr (14:30 Uhr MESZ) in Perth (Perth Oval) \| \| Zuschauer: 15.987 \| \| Schiedsrichterin: Kateryna Monsul ( Ukraine) 4 \| \| Spielbericht \| | \| 2. Spieltag \| \| 29. Juli um 20:30 Uhr (14:30 Uhr MESZ) in Perth (Perth Oval) \| \| Zuschauer: 15.987 \| \| Schiedsrichterin: Kateryna Monsul ( Ukraine) 4 \| \| Spielbericht \| | Jamaika |
| Panama                                                       | Yenith Bailey – Katherine Castillo, Wendy Natis, Yomira Pinzón, Carina Baltrip-Reyes (87. Hilary Jaén) – Deysiré Salazar (46. Aldrith Quintero), Schiandra González (78. Carmen Montenegro), Emily Cedeño, Marta Cox , Riley Tanner – Lineth Cedeño (65. Karla Riley) Cheftrainer: Ignacio Quintana ( Mexiko) | Rebecca Spencer – Tiffany Cameron (87. Tiernny Wiltshire), Allyson Swaby , Chantelle Swaby, Deneisha Blackwood – Vyan Sampson, Trudi Carter (65. Cheyna Matthews), Atlanta Primus (87. Peyton McNamara), Drew Spence, Jody Brown (80. Solai Washington) – Kayla McKenna (80. Kameron Simmonds) Cheftrainer: Lorne Donaldson | Jamaika |
| Panama                                                       | 0:1 A. Swaby (56.) | | Jamaika |
| Panama                                                       | E. Cedeño (13.), Salazar (18.) | Blackwood (31.) | Jamaika |
| Panama                                                       | Spieler des Spiels: Allyson Swaby (Jamaika) | | Jamaika |
| 2. Spieltag                                                  | | |         |
| 29. Juli um 20:30 Uhr (14:30 Uhr MESZ) in Perth (Perth Oval) | | |         |
| Zuschauer: 15.987                                            | | |         |
| Schiedsrichterin: Kateryna Monsul ( Ukraine) 4               | | |         |
| Spielbericht                                                 | | |         |

## Panama – Frankreich 3:6 (1:4)
| Panama                                                                      | Panama | Frankreich | Frankreich |
| --------------------------------------------------------------------------- | --- | --- | ---------- |
| Panama                                                                      | \| 3. Spieltag \| \| 2. August um 20:00 Uhr (12:00 Uhr MESZ) in Sydney (Sydney Football Stadium) \| \| Zuschauer: 40.498 \| \| Schiedsrichterin: Laura Fortunato ( Argentinien) 5 \| \| Spielbericht \| | \| 3. Spieltag \| \| 2. August um 20:00 Uhr (12:00 Uhr MESZ) in Sydney (Sydney Football Stadium) \| \| Zuschauer: 40.498 \| \| Schiedsrichterin: Laura Fortunato ( Argentinien) 5 \| \| Spielbericht \|                                                                     | Frankreich |
| Panama                                                                      | Yenith Bailey – Carina Baltrip-Reyes, Wendy Natis (62. Rebeca Espinosa), Yomira Pinzón, Hilary Jaén – Deysiré Salazar (46. Lineth Cedeño), Aldrith Quintero, Emily Cedeño (58. Erika Hernández), Marta Cox , Riley Tanner (81. Natalia Mills) – Carmen Montenegro (58. Schiandra González) Cheftrainer: Ignacio Quintana ( Mexiko) | Pauline Peyraud-Magnin – Ève Périsset, Maëlle Lakrar, Élisa De Almeida, Estelle Cascarino – Vicki Becho, Léa Le Garrec, Onema Grace Geyoro (46. Amel Majri), Selma Bacha (46. Viviane Asseyi) – Kadidiatou Diani (60. Laurina Fazer), Clara Matéo Cheftrainer: Hervé Renard | Frankreich |
| Panama                                                                      | 1:0 Cox (2.) 2:5 Pinzón (64., Foulelfmeter) 3:5 L. Cedeño (87.) | 1:1 Lakrar (21.) 1:2 Diani (28.) 1:3 Diani (37., Handelfmeter) 1:4 Le Garrec (45.+5') 1:5 Diani (52., Handelfmeter) 3:6 Becho (90.+10') | Frankreich |
| Panama                                                                      | Pinzón (66.) | | Frankreich |
| Panama                                                                      | Spieler des Spiels: Kadidiatou Diani (Frankreich) | | Frankreich |
| 3. Spieltag                                                                 | | |            |
| 2. August um 20:00 Uhr (12:00 Uhr MESZ) in Sydney (Sydney Football Stadium) | | |            |
| Zuschauer: 40.498                                                           | | |            |
| Schiedsrichterin: Laura Fortunato ( Argentinien) 5                          | | |            |
| Spielbericht                                                                | | |            |

## Jamaika – Brasilien 0:0

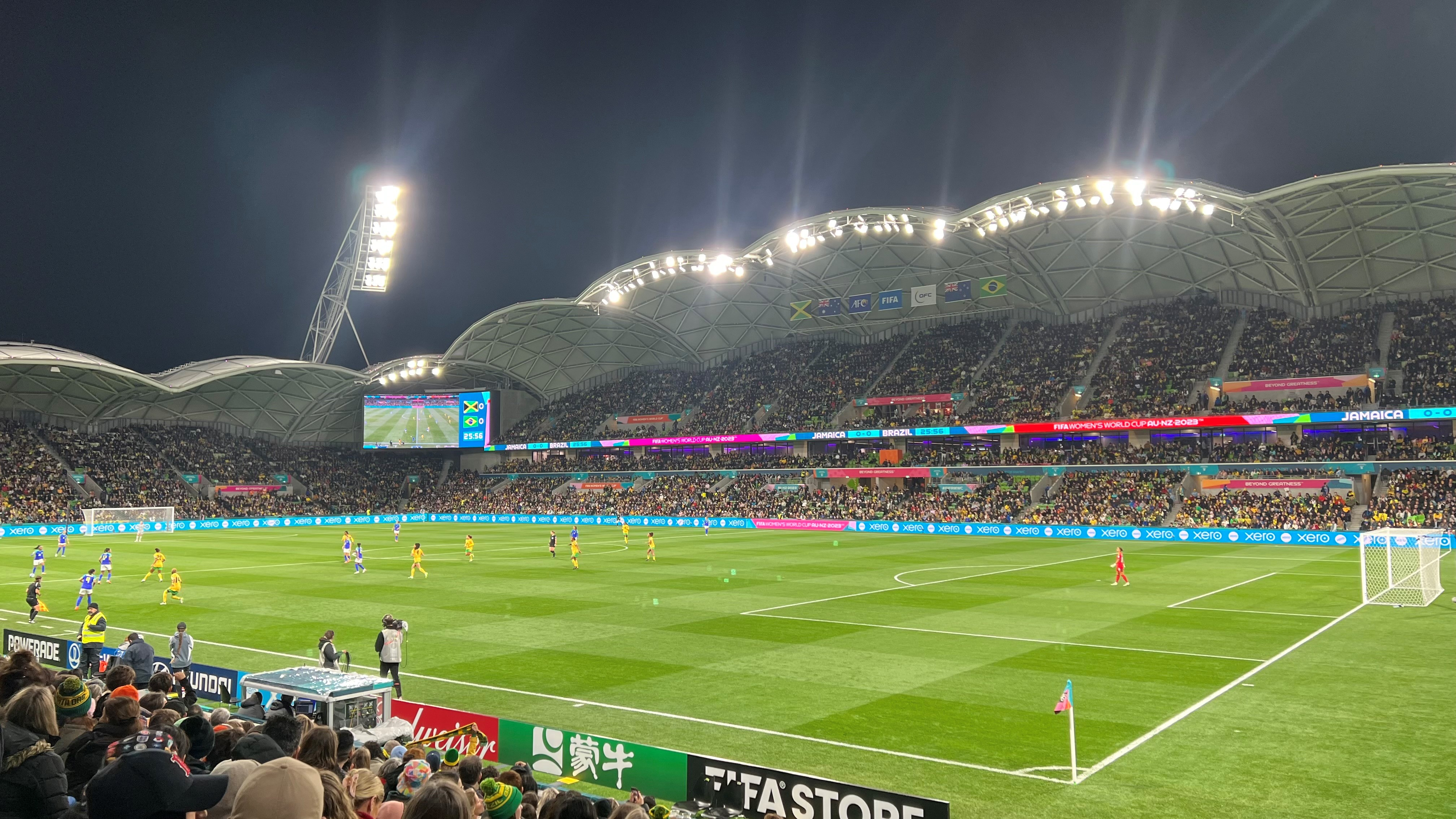
Spiel Jamaika – Brasilien

| Jamaika                                                                              | Jamaika | Brasilien | Brasilien |
| ------------------------------------------------------------------------------------ | --- | --- | --------- |
| Jamaika                                                                              | \| 3. Spieltag \| \| 2. August um 20:00 Uhr (12:00 Uhr MESZ) in Melbourne (Melbourne Rectangular Stadium) \| \| Zuschauer: 27.638 \| \| Schiedsrichterin: Esther Staubli ( Schweiz) 6 \| \| Spielbericht \|                                               | \| 3. Spieltag \| \| 2. August um 20:00 Uhr (12:00 Uhr MESZ) in Melbourne (Melbourne Rectangular Stadium) \| \| Zuschauer: 27.638 \| \| Schiedsrichterin: Esther Staubli ( Schweiz) 6 \| \| Spielbericht \|             | Brasilien |
| Jamaika                                                                              | Rebecca Spencer – Tiernny Wiltshire, Allyson Swaby, Chantelle Swaby, Deneisha Blackwood – Vyan Sampson, Cheyna Matthews (46. Tiffany Cameron), Atlanta Primus, Drew Spence, Jody Brown (85. Solai Washington) – Khadija Shaw Cheftrainer: Lorne Donaldson | Letícia Izidoro – Antônia (81. Geyse), Kathellen, Rafaelle , Tamires – Ary Borges (46. Bia Zaneratto), Kerolin, Luana (81. Duda), Adriana – Marta (81. Andressa Alves), Debinha Cheftrainerin: Pia Sundhage ( Schweden) | Brasilien |
| Jamaika                                                                              | Matthews (30.) | | Brasilien |
| Jamaika                                                                              | Spieler des Spiels: Rebecca Spencer (Jamaika) | | Brasilien |
| 3. Spieltag                                                                          | | |           |
| 2. August um 20:00 Uhr (12:00 Uhr MESZ) in Melbourne (Melbourne Rectangular Stadium) | | |           |
| Zuschauer: 27.638                                                                    | | |           |
| Schiedsrichterin: Esther Staubli ( Schweiz) 6                                        | | |           |
| Spielbericht                                                                         | | |           |